# مهرون نسا
مهرون نسا (به انگلیسی: Meharun Nisa) یک تله‌فیلم درام به زبان اردو و هندی محصول سال ۲۰۰۴ به کارگردانی کامران قریشی است. 
این فیلم در سال ۲۰۰۴ از شبکه تلویزیونی Indus در پاکستان و امارات و در سال ۲۰۰۵ در تلویزیون زی انگلستان و ایالات متحده به عنوان مجموعه ۱۳ قسمتی پخش شد.   

## بازیگران
- سارا لورن در نقش مهرون نسا (بزرگسال) [۴]
- بوشرا انصاری به عنوان زینب [۵]
- طلعت حسین به عنوان یوسف [۶]
- هامایون بن به جای ویکی (بزرگسال) [۷]
- اوزما اختر خانجی به عنوان ربیع (بزرگسال)
- اکبر سوبانی به عنوان قدیر (خدمتکار یوسف)
- تاج نیازی به عنوان رجب علی